# Clewiston
Clewiston är en stad (city) i Hendry County, i delstaten Florida, USA. Enligt United States Census Bureau har staden en folkmängd på 7 146 invånare (2011) och en landarea på 12,2 km².

## Kända personer från Clewiston
- Randy Dixon, utövare av amerikansk fotboll